# Madelyn Cline
Madelyn Renee Cline (Goose Creek, 21 de diciembre de 1997) es una actriz estadounidense, conocida principalmente por su papel como Sarah Cameron en la serie de Netflix Outer Banks, además de por su papel de Whiskey en la película Glass Onion: A Knives Out Mystery, también en Netflix. 

## Carrera profesional
Cline pasó algunos de sus primeros veranos en la ciudad de Nueva York trabajando en anuncios televisivos para empresas como T-Mobile y Sunny D. Pronto comenzó con pequeños papeles como Chloe en la película Boy Erased y Taylor Watts en la serie Vice Principals. También tuvo papeles de reparto en las series The Originals y Stranger Things.
En 2018, Cline interpretó a Sarah Cameron en la serie juvenil Outer Banks, cuya primera temporada se estrenó el 15 de abril de 2020. Considerado su papel más destacado hasta la fecha, la serie recibió críticas positivas y su segunda temporada se estrenó en julio de 2021.
En septiembre de 2021, Cline y Chase Stokes protagonizaron el video musical de Kygo en el que remezcla el clásico de 1979 de Donna Summer "Hot Stuff". En diciembre de 2021 se hizo oficial la tercera temporada de Outer Banks.
En 2022 interpretó el papel de Whiskey en la película de comedia y misterio Glass Onion, dirigida por Rian Johnson.

## Vida personal
Madelyn Cline, hija de la agente inmobiliaria Pam y del ingeniero Mark Cline, nació y se crio en Goose Creek, Carolina del Sur, cerca de Charleston. Se matriculó en la Universidad de Carolina del Sur, pero la abandonó y se mudó a Los Ángeles para seguir trabajando en la actuación.
En junio de 2020 anunció su noviazgo con Chase Stokes, su compañero de reparto en la serie Outer Banks, relación que duró hasta octubre de 2021, cuando se hizo pública la separación de la pareja., desde septiembre de 2023 a julio de 2024, estuvo en una relacion con el actor Pete Davidson
En la actualidad lidia con un fuerte Trastorno alimenticio, la que le hace estar con un cuerpo de una adolescente.

## Filmografía
| Año  | Título                            | Rol             | Notas |
| ---- | --------------------------------- | --------------- | ----- |
| 2011 | 23rd Psalm: Redemption            | Maya Smith      |       |
| 2016 | Savannah Sunrise                  | Willow          |       |
| 2018 | Boy Erased                        | Chloe           |       |
| 2021 | This Is the Night                 | Sophia Larocca  |       |
| 2021 | What Breaks the Ice               | Emily           |       |
| 2022 | Glass Onion: A Knives Out Mystery | Whiskey         |       |
| 2025 | I Know What You Did Last Summer   | Danica Richards |       |
| 2025 | The Map That Leads to You         | Heather         |       |

| Año           | Título          | Rol             | Notas                                                     |
| ------------- | --------------- | --------------- | --------------------------------------------------------- |
| 2016          | The Jury        | Grace Alexander | Telefilme                                                 |
| 2016–2017     | Vice Principals | Taylor Watts    | 3 episodios                                               |
| 2017          | The Originals   | Jessica         | 3 episodios                                               |
| 2017          | Stranger Things | Tina            | 3 episodios                                               |
| 2020–presente | Outer Banks     | Sarah Cameron   | Papel principal                                           |
| 2020          | Day by Day      | Daisy           | Papel de voz; serie web; episodio: "Winnie, Betty and..." |

| Año  | Título      | Artista                     | Rol        |
| ---- | ----------- | --------------------------- | ---------- |
| 2020 | "Hot Stuff" | Kygo featuring Donna Summer | Ella misma |